# The Garden of Eden
Pour plus de détails, voir Fiche technique et Distribution.
The Garden of Eden est un film américain réalisé par Lewis Milestone, sorti en 1928.

## Synopsis
Une ingénue viennoise nommée Toni LeBrun,  est déterminée à ne pas se contenter de sa vie actuelle en restant avec sa tante et son oncle à travailler dans la boulangerie de bretzels familiale. La jeune fille obtient un diplôme de cours par correspondance en tant que chanteuse d'opéra car elle rêve de devenir célèbre sur scène. Elle décide alors de quitter sa vie de petite ville et se rend à Budapest pour répondre à une annonce du Palais de Paris. Cependant, la publicité était une imposture, un moyen d'obtenir des filles pour des spectacles de scène bon marché et plus encore, pour sa clientèle plus aisée.
Quand elle arrive, Toni est confuse lorsque la gérante, la lubrique Madame Bauer, lui demande de montrer ses jambes nues au lieu d'exposer sa voix chantante. Elle est néanmoins engagée, ayant été jugée assez sexy, tout en ignorant encore la configuration musicale exigée. Elle refuse de porter le costume à dentelle qui lui a été attribué et reçoit à la place un costume blanc de style puritain. Avant le spectacle, la gérante accueille l'aristocrate Henri D'Avril en lui donnant un menu des filles parmi lesquelles choisir. Quand il demande s'il y a quelqu'un de nouveau, il est dirigé vers le nom de Toni sur le programme. Lorsque cette dernière commence sérieusement sa performance vocale, le public commence à s'endormir compte tenu de sa robe conservatrice. Mais la gérante dirige un changement d'éclairage subtil, ce qui rend ses vêtements translucides très révélateurs et presque transparents. Le public s'agite alors et par leur réaction, Toni se rend compte de ce qui s'est passé et s'enfuit de la scène. Elle est plus tard réconfortée par la garde-robe Rosa, la seule amie qu'elle s'est faite depuis son arrivée en ville.
Cependant, Madame Bauer n'en a pas encore fini avec Toni, qui lui a organisé un rendez-vous avec D'Avril dans une pièce en dehors de la scène. Une fois enfermé à l'intérieur avec Toni, il tente rapidement d'en profiter. Elle lutte contre ses avances qui sont entendues par Rosa, qui lui vient en aide. Lorsque Mme Bauer découvre que son client n'a pas obtenu ce qu'il voulait, elle congédie Toni et Rosa sur-le-champ. De toute façon, Rosa était sur le point de partir pour deux semaines de vacances et persuade la triste Toni de l'accompagner. Ils vont à Monte Carlo, mais Toni se méfie désormais des motivations des autres. Ainsi, lorsque Rosa signe le registre de l'hôtel Eden en tant que baronne et de sa fille, Toni l'accuse de ne pas être meilleure que Madame Bauer. Cependant, Rosa a des documents qui prouvent qu'elle est en fait une baronne, désormais à moitié désargentée, et dit à Toni qu'elle a signé l'enregistrement de cette façon parce qu'elle souhaite qu'il en soit ainsi. Seule une grande partie de sa fortune a été perdue après la Première Guerre mondiale et elle ne peut se permettre de tels voyages qu'en vivant modestement le reste de l'année.
Plus tard, quand Toni joue du piano dans sa chambre, elle est repérée à travers la fenêtre de l'autre côté de la cour par Richard. Il essaie alors maladroitement  d'attirer son attention en lui faisant signe en allumant et éteignant les lumières de sa chambre. Quand Rosa le voit, elle arrête son stratagème mais Richard décide alors d'appeler la chambre de Toni, ce qui oblige Rosa à l'inviter pour mettre un terme à son harcèlement. En attendant son arrivée, elle joue du piano mais lorsqu'il arrive, il découvre que Toni est fatiguée des prétendants indésirables et il lui semble être indifférente à son flirt. Il se cache alors derrière une porte pour épier ses réels sentiments lorsque le Colonel Dupont arrive dans leur chambre. Dans l'embrasure de la porte, il le voit inviter les deux dames à dîner, en présence de Richard, qui quelques instants plus tôt s'était échappé de leur chambre par une autre porte. En entendant leur acceptation, Richard se joint à eux, révélant que le colonel est son oncle. Après le dîner, Richard emmène Toni faire une promenade dans le parc et le jardin de l'hôtel Eden et ils tombent amoureux, perdant la notion du temps.

## Fiche technique
- Titre : The Garden of Eden
- Réalisation : Lewis Milestone

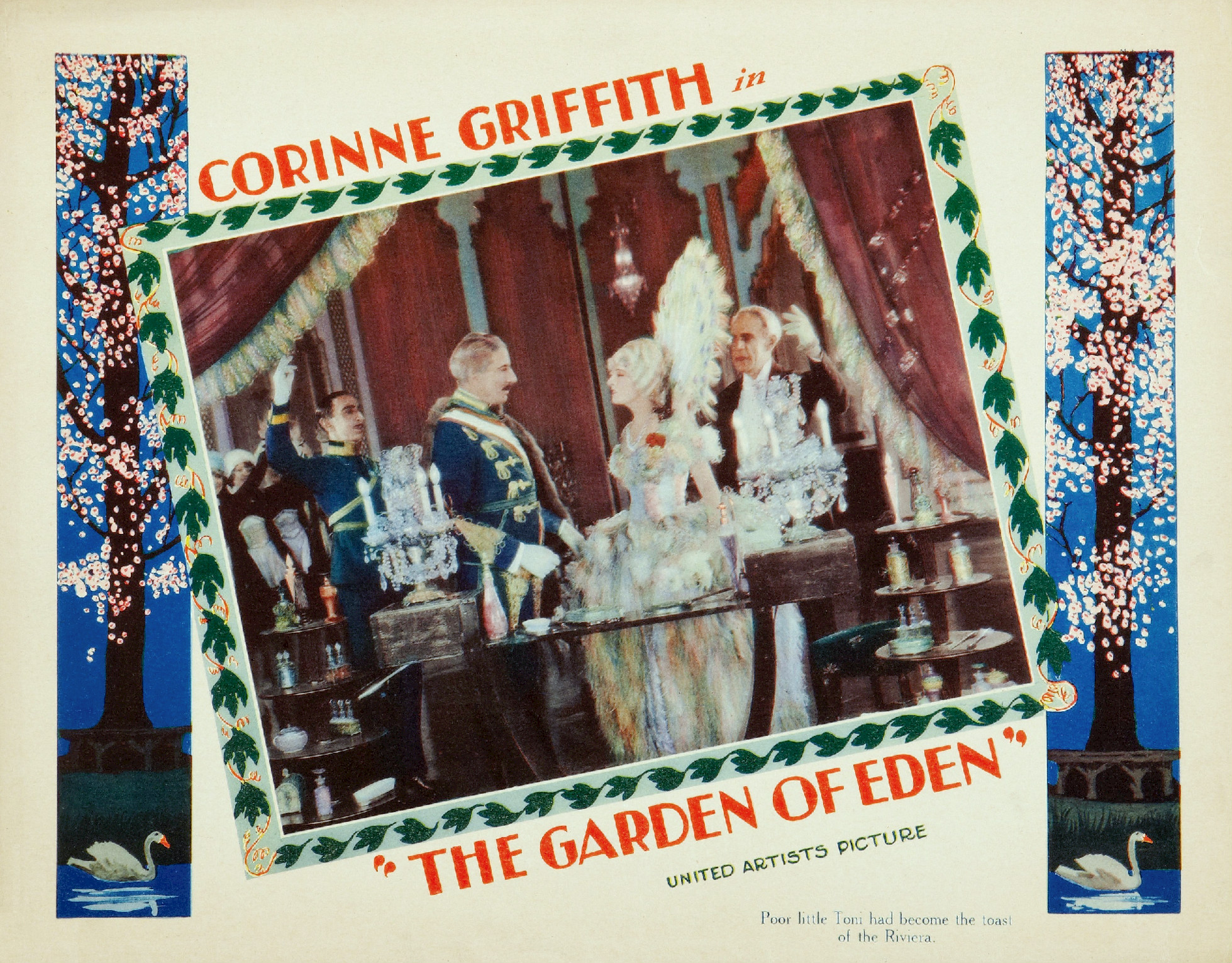
Réclame pour le film.

- Scénario : Avery Hopwood, Hanns Kräly et George Marion Jr. d'après la pièce de Rudolph Bernauer et Rudolf Österreicher
- Direction artistique : William Cameron Menzies
- Photo : John Arnold
- Pays de production : États-Unis
- Format : Noir et blanc - Film muet
- Genre : comédie dramatique
- Date de sortie : 1928

## Distribution
- Corinne Griffith : Toni Lebrun
- Louise Dresser : Rosa
- Lowell Sherman : Henri D'Avril
- Maude George : Madame Bauer
- Charles Ray : Richard Dupont
- Edward Martindel : Col. Dupont
- Carrie Daumery (non créditée)
- Dot Farley (non crédité)
- Hank Mann (non crédité)